# Procambarus lagniappe
Procambarus lagniappe, the Lagniappe crayfish, là một loài tôm sông trong họ Cambaridae. Nó là loài đặc hữu của Alabama và Mississippi, and is listed as Near Threatened on the Sách Đỏ IUCN.